# Mingosy (Dmochy-Rętki)
Mingosy (dawn.  Dmochy-Mingosy) – część wsi Dmochy-Rętki w Polsce położona w województwie mazowieckim, w powiecie sokołowskim, w gminie Bielany.
1 I – 8 XII 1973 w gminie Mokobody w powiecie siedleckim.
W latach 1975–1998 miejscowość administracyjnie należała do województwa siedleckiego.